# Bingo (film, 2018)
Pour les articles homonymes, voir Bingo (homonymie).
Pour plus de détails, voir Fiche technique et Distribution.
Bingo (Bingo: O Rei das Manhãs) est un film brésilien réalisé par Daniel Rezende, sorti en 2017.

## Synopsis
Augusto obtient le rôle de Bingo le clown dans une émission télévisée pour enfants, mais la célébrité de son personnage a des répercussions sur sa famille.

## Fiche technique
- Titre : Bingo
- Titre original : Bingo: O Rei das Manhãs
- Réalisation : Daniel Rezende
- Scénario : Luiz Bolognesi avec l'assistance de Fabio Meira
- Musique : Beto Villares
- Photographie : Lula Carvalho
- Montage : Marcio Hashimoto
- Production : Ariel Elia, Caio Gullane, Fabiano Gullane et Dan Klabin
- Société de production : Empyrean Pictures, Gullane et Warner Bros.
- Pays :  Brésil
- Genre : Biopic et comédie dramatique
- Durée : 113 minutes
- Dates de sortie : 
  -  Brésil : 24 août 2017

## Distribution
- Vladimir Brichta : Augusto Mendes / Bingo
- Leandra Leal : Lúcia
- Tainá Müller : Angélica
- Augusto Madeira : Vasconcelos
- Ana Lúcia Torre : Marta Mendes
- Cauã Martins : Gabriel Mendes
- Pedro Bial : Armando
- Soren Hellerup : Peter Olsen
- Ricardo Ciciliano : Cláudio Ricardo
- Emanuelle Araújo : Gretchen

## Distinctions
Le film a été nommé pour seize Prêmio Grande Otelo do Cinema Brasileiro et en a reçu huit : meilleur film, meilleur acteur pour Vladimir Brichta, meilleur second rôle masculin pour Augusto Madeira, meilleure direction artistique, meilleurs costumes, meilleurs maquillages, meilleur montage et prix du public.